# 拜别克村委员会
拜别克村委员会（俄语：Байбекский сельсовет）是俄罗斯联邦阿斯特拉罕州克拉斯内亚尔区所属的一个村委员会。其下辖有5个居民点，行政中心为拜别克。据2015年统计，该村委员会的人口为2140人。